# Schachpsychologie
Der Begriff Schachpsychologie fasst die Beschäftigung mit den Denkprozessen und der Psychologie von Schachspielern und die praktische Anwendung psychologischer Erkenntnisse und Erfahrungen auf Schachpartien zusammen. Verschiedene Prinzipien sind auch auf Sonderformen des Schachs wie z. B. das Blindschach und andere Brettspiele anwendbar. Obwohl eine reichhaltige Literatur zu schachpsychologischen Fragen vorliegt, hat sich bis heute noch keine einheitliche Definition und Abgrenzung der Thematik durchgesetzt.

## Anfänge der Schachpsychologie
Praktische Ratschläge zur Vermeidung psychischer Schwächen finden sich vereinzelt bereits in der ältesten Schachliteratur. Als frühes Beispiel kann ein Diktum Damiano de Odemiras gelten: „Wenn Du über einen guten Zug verfügst, achte darauf, ob es nicht noch einen besseren gibt.“ Bei den seit der frühen Neuzeit in Mode befindlichen Gambit-Eröffnungen spielen psychische Elemente eine wichtige Rolle, wie die Überraschung (bis hin zum Bluff) und die Herbeiführung von Ungleichgewichten durch Eingehen eines kalkulierten Risikos.
Der praktisch-psychologische Ansatz trat aber zunächst in den Hintergrund, als die Entwicklung der Schachtheorie im 19. Jahrhundert eine Wendung zu einem scheinbar objektiv-wissenschaftlichen Vorgehen nahm (Steinitz-Tarrasch-Schule). Als Wegbereiter eines psychologischen Ansatzes im Schach wird oft Emanuel Lasker angesehen, der Steinitz als Weltmeister nachfolgte. Ob Lasker gezielt psychologische Methoden gegen seine Gegner anwandte – er wähle bewusst die für seine Gegner individuell „unangenehmsten Züge“ und treibe „durch theoretisch tadelnswertes Spiel“ Partien bewusst „hart am Abgrund vorbei“ –, wie Richard Réti u. a. vermuteten, ist allerdings bis heute umstritten.
Fast zeitgleich bildete sich ferner in der Schachpublizistik eine Tradition der humorvollen Darstellung praktischer Erfahrungen und Erkenntnisse zu typischen Fehleranfälligkeiten, Trugschlüssen usw. heraus, wie sie z. B. die sogenannten Tartakowerismen bieten.

## Die Wissenschaft und die „Psychologie des Schachspielers“
Ebenfalls zeigte sich an der Wende zum 20. Jahrhundert bereits der Beginn einer wissenschaftlichen Auseinandersetzung mit den Denkvorgängen und kognitiven Eigenheiten von Spitzenspielern. Den Anfang in dieser Hinsicht machte das Werk Psychologie des grands calculateurs et joueurs d'échecs (Paris 1894) des berühmten französischen Psychologen Alfred Binet, dem Erfinder des Intelligenztests. Ihn interessierten die während einer Partie – darunter auch beim Blindspiel – ablaufenden Gedächtnisprozesse, die er anhand von Befragungen von Schachspielern untersuchte. Speziell die Antworten Siegbert Tarraschs, der im Interview auf seine mittelmäßige mathematische Begabung verwiesen hatte, veranlassten Binet zu der Erkenntnis, es gebe zwar einen naheliegenden Zusammenhang, aber „keine Übereinstimmung zwischen der Rechenfähigkeit und der Fähigkeit zum schachlichen Denken“.
Nach diesem bahnbrechenden Werk war der erste annähernd vergleichbare Beitrag eine erstmals 1956 in einem Aufsatz erschienene Studie des amerikanischen Psychologen und Schachgroßmeisters Reuben Fine. Dieser trat gleichsam die Nachfolge Binets im schach-psychoanalytischen Sinne an. Begründet hatte diesen Ansatz bereits 1931 eine von dem Freud-Schüler Ernest Jones vorgelegte psychoanalytische Fallstudie zu Paul Morphy, in der Jones als Hauptziel des Schachspiels das kaum verhüllte ödipale Motiv des Vatermords identifiziert hatte. In Fines darauf aufbauenden psychoanalytischen Betrachtungen des Schachs und seiner führenden Spieler unterstrich er den Narzissmus berühmter Meister, wie Morphy, Wilhelm Steinitz oder Alexander Aljechin (in der späteren Buchfassung konzentrierte sich Fine eingehend auf Bobby Fischer). Hinsichtlich des eigentlichen Spiels unterstrich er ebenfalls das dem Schach zugrunde liegende Motiv der Aggression und wies konkret auf die phallische Bedeutung des verletzlichen Königs, der wichtigsten und doch mit nur schwachen Zugmöglichkeiten ausgestatteten Schachfigur, hin.
Als zukunftsweisender erwies sich die von Binet angestoßene Forschungsrichtung. In seiner aus einer Doktorarbeit hervorgegangenen Studie verwies der Niederländer Adriaan de Groot darauf, dass Schachmeister die Schlüsselelemente einer Stellung blitzschnell erfassen können. Die intuitive Wahrnehmung, ermöglicht durch jahrelanges Studium und Spielpraxis, sei wichtiger als die bloße Fähigkeit der Vorausberechnung von Zügen. Schachmeister könnten, so de Groot, konkrete Positionen, die ihnen nur wenige Sekunden gezeigt würden, vollständig im Gedächtnis behalten. Dass diese Fähigkeit jedoch nicht allein auf der Erinnerungsleistung beruhe, zeige der Umstand, dass Meister wie normale Spieler sich bei der Merkfähigkeit zufälliger Positionen nicht nachweisbar unterschieden. Der entscheidende Unterschied zwischen beiden Gruppen beruhe auf der Fähigkeit zur Mustererkennung.
Dem Aufstieg des Computerschachs seit den 1970er Jahren waren zusätzliche Anstöße zu verdanken, die menschlichen Denkprozesse und Fehleranfälligkeiten im Schach besser zu verstehen. Seitdem hat sich die Forschung weiter ausgedehnt und die unterschiedlichsten Fragestellungen aufgegriffen. Untersucht wurden etwa der Einfluss von Intelligenz auf die Spielstärke, Geschlechtsunterschiede oder der Zusammenhang von praktischer Übung und Begabung. Seit langem wird darüber diskutiert, ob intensive Praxis und gezieltes Training zur Erreichung der Meisterstärke ausreichen können. Jüngere Studien legen nahe, dass zusätzliche Faktoren ins Spiel kommen, darunter der Zeitpunkt, an dem mit dem Schachspiel begonnen wurde, bis hin zu spezifischen Merkmalen wie z. B. Linkshändigkeit.

## Psychische Störungen und Schach
Die Tatsache, dass eine Reihe von berühmten Schachspielern psychisch krank war oder gar im Wahnsinn endete, hat immer wieder Mutmaßungen und Spekulationen hervorgerufen. Fine nennt als ein bezeichnendes Beispiel für eine „Psychose bei Schachspielern“ den mexikanischen Meister Carlos Torre, der Mitte der 1920er Jahre, auf dem Gipfel seiner Schachlaufbahn, einen psychotischen Zusammenbruch erlitt und sich in New York auf offener Straße die Kleider vom Leib riss.
Bereits den Arzt und Schachmeister Tarrasch interessierte das Auftreten von psychischen Störungen in Verbindung mit Schach. Die zeitgenössischen Anschauungen, darunter die übertriebene Furcht vor den angeblich gesundheitsschädlichen Auswirkungen des Blindspiels, haben sich später jedoch nicht bewahrheitet; insbesondere lag Tarrasch in dem von ihm untersuchten „Fall Pillsbury“ falsch, der, wie erst viel später bekannt wurde, tatsächlich an der Syphilis erkrankt war. Unbestritten ist jedenfalls, dass gegebenenfalls Spielsucht, extreme Anspannung und soziale Isolierung das physische und psychische Wohlbefinden von Schachspielern untergraben können.
Das beliebte Thema der „Schachbesessenheit“ hat schließlich in zahlreichen Varianten Widerhall in Film und Literatur gefunden. Frühe Klassiker auf dem Gebiet sind der sowjetische Stummfilm Schachfieber (1925) und die später ebenfalls verfilmte Schachnovelle des österreichischen Schriftstellers Stefan Zweig.

## Praktische Aspekte der Schachpsychologie
Aus den Trainingsmethoden des modernen Schachs sind die Beachtung schachpsychologischer Aspekte, das Studium „typischer Fehler“ (Alexei Suetin) und nicht zuletzt die praktische Ausnutzung psychischer Tricks (Simon Webb) nicht mehr wegzudenken. Laut Nikolai Krogius ist sowohl das Unterschätzen als auch das Überschätzen psychischer Einflüsse auf das Schach gefährlich.
Krogius und Suetin geben vielfältige Fehlerquellen an. Eine größere Relevanz psychischer Faktoren erkennt Suetin etwa in den „psychologischen Schwierigkeiten passiver Verteidigung“ – dieses Motiv kommt etwa beim Gambitspiel zum Tragen – „schablonenhaftem Spiel“, impulsivem Denken oder den Problemen beim Spiel mit knapper Bedenkzeit.
Ein anderes seit langem bekanntes Beispiel ist die psychische Schwierigkeit vieler Schachspieler, zu erkennen, dass sie in bestimmten Fällen ihre Position nicht aktiv verbessern können und sich daher am besten auf ein abwartendes Manövrieren bzw. Lavieren einlassen müssen.
Ausführlich betrachtet Suetin „typische Fehler des kombinatorischen Sehvermögens“, die Krogius als psychologische Aspekte der „Dynamik des schachlichen Denkens“ ansieht. Eng damit zusammen hängt auch der Versuch, die kognitiv-psychologischen Voraussetzungen der Schachblindheit zu verstehen.

### Restbild
Beim Restbild oder auch Restabbild wird eine Eigenschaft der gegenwärtigen Stellung bei der Berechnung auf eine in der Zukunft liegende Stellung übertragen, wobei nicht berücksichtigt wird, dass sich diese Eigenheit dann geändert haben wird.
|   | a | b | c | d | e | f | g | h |   |
| 8 |   |   |   |   |   |   |   |   | 8 |
| 7 |   |   |   |   |   |   |   |   | 7 |
| 6 |   |   |   |   |   |   |   |   | 6 |
| 5 |   |   |   |   |   |   |   |   | 5 |
| 4 |   |   |   |   |   |   |   |   | 4 |
| 3 |   |   |   |   |   |   |   |   | 3 |
| 2 |   |   |   |   |   |   |   |   | 2 |
| 1 |   |   |   |   |   |   |   |   | 1 |
|   | a | b | c | d | e | f | g | h |   |

Nach 40. … Td6–e6+ 41. Ke3–f2 Te6xe2+ gab Weiß angesichts der scheinbar erzwungenen Zugfolge 42. Tc2xe2 Lf6xh4+ 43. Kf2–g2 Te1xe2+ mit schwarzer Mehrfigur auf.
Beide Spieler übersahen, dass sich der weiße König mit 43. Kf2–e3 keinem Schach aussetzt. Der Te6 wäre bereits vom Brett verschwunden gewesen, blieb jedoch bei beiden Spielern gedanklich noch stehen.

### Vorweggenommenes Bild
Beim vorweggenommenen Bild wird die Wirklichkeit durch die Vorstellung verdrängt, sodass der künftige, geplante Partieverlauf als real existierend angesehen wird. Dabei kann entweder der gegnerische oder der eigene Plan überschätzt werden.
|   | a | b | c | d | e | f | g | h |   |
| 8 |   |   |   |   |   |   |   |   | 8 |
| 7 |   |   |   |   |   |   |   |   | 7 |
| 6 |   |   |   |   |   |   |   |   | 6 |
| 5 |   |   |   |   |   |   |   |   | 5 |
| 4 |   |   |   |   |   |   |   |   | 4 |
| 3 |   |   |   |   |   |   |   |   | 3 |
| 2 |   |   |   |   |   |   |   |   | 2 |
| 1 |   |   |   |   |   |   |   |   | 1 |
|   | a | b | c | d | e | f | g | h |   |

|   | a | b | c | d | e | f | g | h |   |
| 8 |   |   |   |   |   |   |   |   | 8 |
| 7 |   |   |   |   |   |   |   |   | 7 |
| 6 |   |   |   |   |   |   |   |   | 6 |
| 5 |   |   |   |   |   |   |   |   | 5 |
| 4 |   |   |   |   |   |   |   |   | 4 |
| 3 |   |   |   |   |   |   |   |   | 3 |
| 2 |   |   |   |   |   |   |   |   | 2 |
| 1 |   |   |   |   |   |   |   |   | 1 |
|   | a | b | c | d | e | f | g | h |   |

Links: Schlechter wehrte die Drohung Sd6–c4 mit 32. b2–b3?? ab. Pillsbury schaute Schlechter daraufhin fragend an. Schlechter verstand nicht, was Pillsbury wollte, und schaute auf das Brett. Erst jetzt bemerkte er, dass er die unmittelbare Drohung Sd6xe4 bei einer Suche nach einem Mittel gegen die strategische Drohung Sd6–c4 aus seinem Gedächtnis verdrängt hatte und gab auf.
Rechts: Gasparjan kündigte ein Matt in drei Zügen an. Nach 52. … Dh4–e1+ 53. Kg1–h2 Ta3xh3+ sah er 54. Kh2xh3 De1–h4 matt sowie 54. Lg4xh3 Se5–f3 matt. Erst nach der Ausführung des Zuges wurde ihm klar, dass der Se5 durch die Db2 gefesselt war.

### Träges Abbild
Das träge Abbild, bei Suetin als das „mechanische Bild“ bezeichnet, bezieht sich auf strategische Überlegungen. Es kommt häufig vor, wenn bereits ein Vorteil erreicht wurde und der Rest nach Ansicht des Spielers nur noch Sache der Technik ist. Auch hier wird die gegenwärtige Situation auf die zukünftige übertragen.
|   | a | b | c | d | e | f | g | h |   |
| 8 |   |   |   |   |   |   |   |   | 8 |
| 7 |   |   |   |   |   |   |   |   | 7 |
| 6 |   |   |   |   |   |   |   |   | 6 |
| 5 |   |   |   |   |   |   |   |   | 5 |
| 4 |   |   |   |   |   |   |   |   | 4 |
| 3 |   |   |   |   |   |   |   |   | 3 |
| 2 |   |   |   |   |   |   |   |   | 2 |
| 1 |   |   |   |   |   |   |   |   | 1 |
|   | a | b | c | d | e | f | g | h |   |

Georg Marco war so sehr davon überzeugt, dass die Fesselung des Ld4 nun zu seinem Verlust führt, dass er nicht die Möglichkeit in Betracht zog, diese durch 38. … Ld4–g1 in einen Abzugsangriff umzuwandeln. Nach 39. Dd3xd7 De5xh2 wäre Weiß schachmatt, ansonsten verliert er Material. Stattdessen gab Marco auf.

## Moralische Aspekte
In dem 1779 verfassten Essay The Morals of Chess, der als erste amerikanische Schachveröffentlichung gilt, ging Benjamin Franklin der Frage nach, welche ethischen Eigenschaften durch das Schachspiel vermittelt werden können. Dabei kam er zum Ergebnis, dass Voraussicht, Umsicht und Sorgfalt gelernt werden können. In seinem Artikel führt Franklin an, das Stören des Gegners und anderer Spieler sei unmoralisch. Auch die Idee, durch entsprechendes Verhalten einen schlechten Zug vorzutäuschen, um den Gegner in falscher Sicherheit zu wiegen, sah Franklin als nicht statthaft an.